# 氣旋塔莎
熱帶氣旋塔莎（英語：Tropical Cyclone Tasha；澳大利亞國家氣象局：05U，聯合颱風警報中心：04P）是2010－2011年澳洲地區熱帶氣旋季的一個熱帶氣旋，風暴於2010年12月24日形成，翌日迅速消散。塔莎雖是一個短命的熱帶氣旋，但為澳洲昆士蘭州地區造成廣泛洪水，導致了2010－2011年昆士蘭洪水的發生。

## 氣象歷史
聯合颱風警報中心於2010年12月24日發現一個微弱低壓區在巴布亞新幾內亞米爾恩灣省以南海域形成，當時伴隨著的深層對流正在上升。在初時，其環流因受雨帶的影響而變得不穩定，但這個觀點後來因西風帶的缺乏而被推翻。受惠於適宜的發展環境，如微弱的垂直風切變，令這個低壓區得以在澳洲昆士蘭州凱恩斯東北偏東約370公里（230英里）處作進一步的發展。同日較後時間，澳大利亞國家氣象局將這個系統升格為一熱帶低氣壓。不久，低層環流逐漸形成，令這個系統快速鞏固。這促使聯合颱風警報中心發出熱帶氣旋形成警報，並預料這個系統在將來24小時內增強成為一熱帶氣旋。在協調世界時16時，澳大利亞國家氣象局將熱帶低氣壓升格為一級熱帶氣旋，命名為塔莎。聯合颱風警報中心之後亦跟隨澳大利亞國家氣象局的決定，為它發佈首份報告，編號為04P。
受到副熱帶高壓脊的影響，塔莎沿著副熱帶高壓脊西北方邊緣，往昆士蘭向西南推進，並繼續增強。它於同日達到其巔峰強度75公里每小時（45英里每小時），其最低氣壓低至993毫巴（百帕斯卡；29.32吋汞）。幾小時後，塔莎在昆士蘭州凱恩斯與因尼斯費爾之間地區登陸。在較後時間，塔莎在昆士蘭減弱為熱帶低氣壓，澳大利亞國家氣象局基於以上理由為它發佈最後報告，聯合颱風警報中心在不久亦跟隨。其殘餘雨帶在昆士蘭停留幾天，並持續為該地帶來豪雨。

## 影響及善後
澳大利亞國家氣象局在12月24日為塔莎發佈首份報告後，隨即為昆士蘭道格拉斯港和露辛達地區發佈氣旋警告。在此之前，昆士蘭部份地區已經遭受洪水和暴雨侵襲，故預料這個局勢會因塔莎的吹襲而惡化。
雖然塔莎的威力相對地不強，但它竟為昆士蘭帶來廣泛豪雨，在有些地區更錄得逾250 mm（9.8英寸）的雨量。縱使豪雨為昆士蘭南部擺脫十年來乾旱的困擾，但是因為雨量太多，令該地區數千公頃的農田被洪水淹沒，許多城鎮和城市都在洪水之下。道森河的水位於12月28日達到其最高水位14.59米（47.9英尺），遠高於1956年14.07米（46.2英尺）的紀錄，令附近的塞奧德鎮大部份地區受到淹浸。
由於水位持續上升，故全鎮300多位居民需要逃離家園。另外昆士蘭地方當局使用了軍用直升機，將數千人撤離災區。而英厄姆鎮則因附近的赫伯特河水位持續上升，達到12.2米（40英尺）的水位，對外聯繫一度中斷。達爾比鎮因米亞爾溪暴漲而被洪水「一分為二」，有超過100間房屋被淹。風災期間，在塔莎登陸之處附近的馬里巴，有一男子被水沖走淹死。
昆士蘭南部的布利斯本，亦受到塔莎的影響，市內的道路被淹浸，有數百位司機因洪水圍困而撥了大約1,100通求救電話。在新南威爾士州，有175人因洪水擴散而疏散到緊急避護站。另有800人因洪水沖毀對外的道路而分別在厄本維爾和博納波兩個新南威爾斯小鎮對外隔絕。
面對嚴重水災，昆士蘭政府將州內許多城鎮列為災區，並允許動用聯邦資金以支援救災。但在12月27日，在昆士蘭巴賓達和戈登維爾的洪水已開始退卻，遺留了許多碎片和厚厚的黑泥漿。12月28日，總理茱莉雅·吉拉德宣布政府將派遣額外的UH-60黑鷹直升機以協助疏散工作。在這一天，昆士蘭接近一半地區已遭受洪水淹浸，初步損失估計超過14億澳元，總經濟損失亦達60億澳元，是澳洲國民生產總值的約0.5%。

## 參看
- 2010－2011年昆士蘭洪水

## 外部連結
- 世界氣象組織
- 澳大利亞國家氣象局（熱帶氣旋警報中心－珀斯、達爾文及布利斯本） （页面存档备份，存于）
- 聯合颱風警報中心 （页面存档备份，存于）